# Clasificación americana para la Copa Mundial de Rugby de 2023

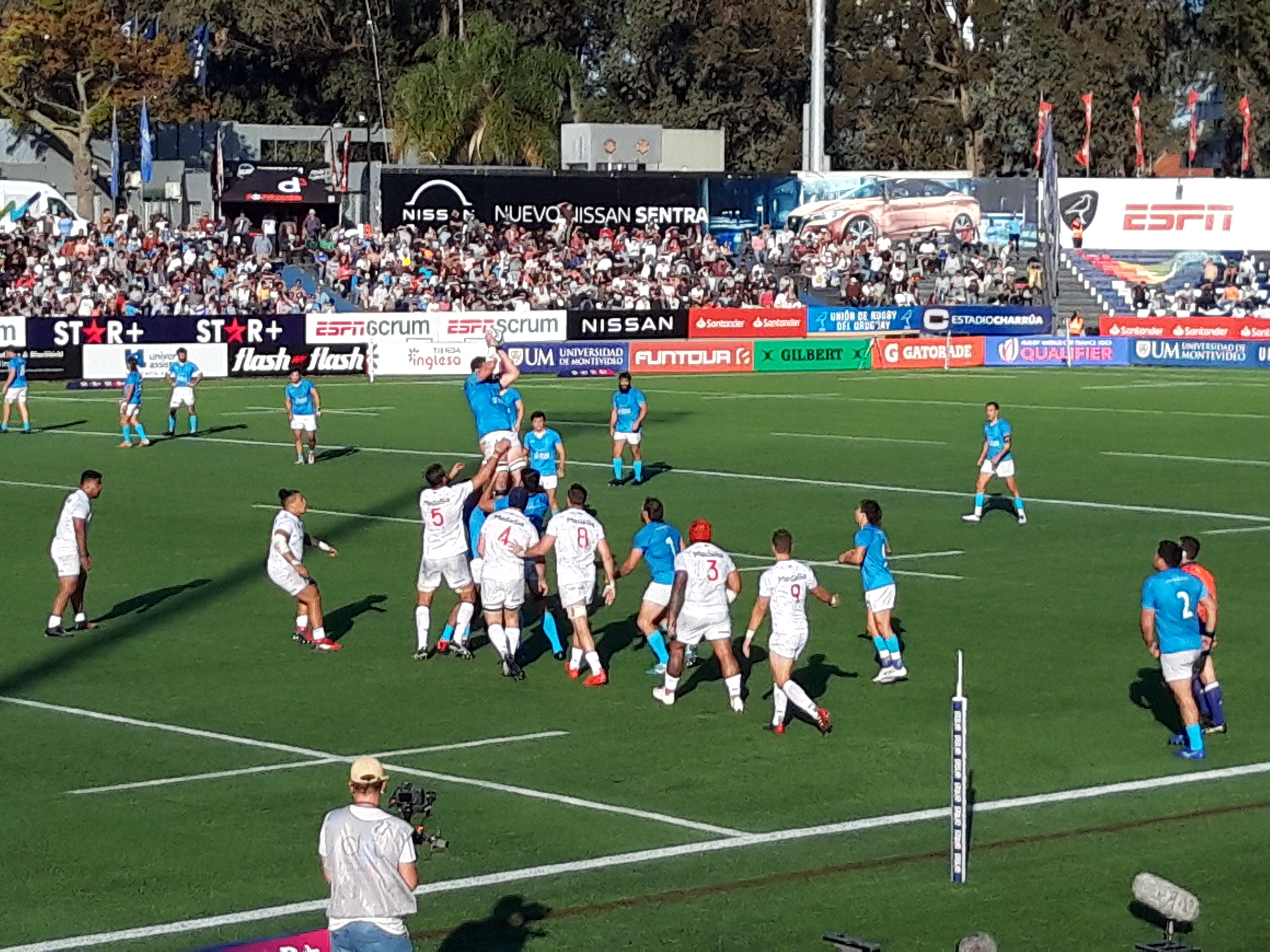
Partido entre Uruguay y Estados Unidos

La clasificación del continente americano para la Copa Mundial de Rugby fue una serie de partidos internacionales disputados por las selecciones nacionales masculinas pertenecientes a Sudamérica Rugby y Rugby Americas North.
El continente americano contó con dos cupos directos a Francia 2023 y un cupo al repechaje mundial.

## Zona sudamericana

#### Primera fase
| 26 de junio de 2021 | Brasil | 29 - 0  | Paraguay | Teatrão, São José dos Campos |  |
|                     |        | Reporte |          |                              |  |

| 3 de julio de 2021                                                                   | Chile | W.O.    | Colombia | Estadio Elías Figueroa Brander, Valparaiso |  |
|                                                                                      |       | Reporte |          |                                            |  |
| El partido fue suspendido por razones sanitarias, Chile avanzó a la siguiente ronda. |       |         |          |                                            |  |

#### Segunda fase
| Pos. | Equipo  | Encuentros | Encuentros | Encuentros | Encuentros | Tantos  | Tantos    | Tantos     | Puntos bonus | Puntos totales |
| Pos. | Equipo  | jugados    | ganados    | empatados  | perdidos   | a favor | en contra | diferencia | Puntos bonus | Puntos totales |
| ---- | ------- | ---------- | ---------- | ---------- | ---------- | ------- | --------- | ---------- | ------------ | -------------- |
| 1    | Uruguay | 2          | 2          | 0          | 0          | 51      | 23        | +28        | 1            | 9              |
| 2    | Chile   | 2          | 1          | 0          | 1          | 33      | 28        | +5         | 1            | 5              |
| 3    | Brasil  | 2          | 0          | 0          | 2          | 26      | 59        | -33        | 0            | 0              |

| 11 de julio de 2021 | Brasil | 13 - 23 | Chile | Estadio Charrúa, Montevideo |  |
|                     |        | Reporte |       |                             |  |

| 18 de julio de 2021 | Uruguay | 15 - 10 | Chile | Estadio Charrúa, Montevideo |  |
|                     |         | Reporte |       |                             |  |

| 25 de julio de 2021 | Uruguay | 36 - 13 | Brasil | Estadio Charrúa, Montevideo |  |
|                     |         | Reporte |        |                             |  |

## Zona norteamericana
| 4 de septiembre de 2021 | Canadá | 34 - 21 | Estados Unidos | Swilers Rugby Club, St. John's |  |
|                         |        | Reporte |                |                                |  |

| 11 de septiembre de 2021 | Estados Unidos | 38 - 16 | Canadá | Infinity Park, Glendale |  |
|                          |                | Reporte |        |                         |  |

## Zona interamericana

### Americas 1
- El ganador clasificó al Grupo A del Mundial de Rugby, el perdedor avanzó a la clasificación de Americas 2.

| 2 de octubre de 2021 | Estados Unidos | 19 - 16 | Uruguay | Infinity Park, Glendale |  |
|                      |                | Reporte |         |                         |  |

| 9 de octubre de 2021 | Uruguay | 34 - 15 | Estados Unidos | Estadio Charrúa, Montevideo |  |
|                      |         | Reporte |                |                             |  |

- Uruguay clasificó por un marcador global de 50 a 34.

### Playoff Americas 2
- El ganador avanzó a la clasificación para Americas 2.

| 2 de octubre de 2021 | Canadá | 22 - 21 | Chile | Estadio Westhills, Langford |  |
|                      |        | Reporte |       |                             |  |

| 9 de octubre de 2021 | Chile | 33 - 24 | Canadá | Estadio Elías Figueroa Brander, Valparaíso |  |
|                      |       | Reporte |        |                                            |  |

- Chile clasificó a la definición de Americas 2 por un global de 54 a 46.

### Americas 2
- El ganador clasificó al Grupo D del Mundial de Rugby y el perdedor al repechaje mundial.

| 9 de julio de 2022 | Chile | 21 - 22 | Estados Unidos | Estadio Santa Laura, Independencia |  |
|                    |       | Reporte |                |                                    |  |

| 16 de julio de 2022 | Estados Unidos | 29 - 31 | Chile | Infinity Park, Glendale |  |
|                     |                | Reporte |       |                         |  |

- Chile clasificó por un marcador global de 52 a 51.

### Clasificados
| Bandera de Uruguay        |
| América 1 Uruguay         |
| Clasificado a la RWC 2023 |

| Bandera de Chile          |
| América 2 Chile           |
| Clasificado a la RWC 2023 |

| Bandera de Estados Unidos         |
| Tercer puesto Estados Unidos      |
| Clasificado al Repechaje RWC 2023 |